# Паромная переправа Орловка — Исакча
Паромная переправа Орловка — Исакча (переправа «Орловка — Исакча») — речная паромная переправа через Дунай с международным пунктом пропуска, соединяющая Украину с Румынией. Терминалы расположены вблизи сёл Орловка Измаильского района Одесской области и румынского города Исакча, Добруджа в Тулчинском уезде. На территории Украины соединяется автодорогой М15 (Одесса — Рени).
Запуск переправы для автомобильного транспорта состоялся 11 августа 2020 года.

## Строительство
Строительством переправы занимались украинское ООО «Паромный комплекс Орловка» и румынская компания «Navrom Bac SRL», каждая на своем берегу. Общий объём инвестиций — 12 млн евро. На паромной линии (расстояние 900 м) постоянно работают два парома — один украинского оператора, второй — румынского. График движения паромов — как минимум, каждые 30 минут. Ежедневно паромная переправа «Орловка — Исакча» сможет перевести в каждом направлении около 1 тыс. единиц транспорта и 1 тыс. пассажиров.
Транспортный коридор через переправу сократит до 200 км пути из Одессы в причерноморские регионы Румынии, Болгарии, Турции и некоторые районы Греции. При сокращении расстояния и времени на процедуры контроля, суммарный выигрыш по времени составит 10-12 часов.
28 мая 2015 года в Киеве и 5 июня в Бухаресте было подписано соглашение об организации паромного сообщения между Орловкой и Исакчей в Румынии. В сентябре 2015 года Кабинет министров Украины принял постановление № 742, которое ратифицирует соглашение об организации паромного сообщения между Орловкой и Исакчей.
Первоначальный срок ввода в эксплуатацию переправы планировался на лето 2019 года, однако не состоялся, и 1 ноября из-за проблем в бюрократических процедурах со стороны Румынии, хотя 23 сентября 2019 года четыре тестовых рейса через Дунай совершил паром катамаранного типа «Oltisoru-3».
Один из четырёх паромов (румынский) переправы Орловка — Исакча на украинско-румынской границе заработал в тестовом режиме 11 августа 2020 года. Паромное сообщение «Орловка-Исакча» работает пока только для грузовых транспортных средств, так как в Румынии до 17 августа продлили режим чрезвычайной ситуации в связи с пандемией коронавирусной инфекции COVID-19. 28 августа 2020 года в пресс-центре Одесской таможни Государственной таможенной службы Украины сообщили, что паромная переправа Орловка — Исакча на украинско-румынской границе обслужила первые 150 грузовых автомобилей. В Украину ввозят в основном цитрусовые и сезонные фрукты, посуду, текстиль, гидроксид алюминия, различные металлоконструкции, в страны ЕС экспортируют сажу, запчасти к локомотивам, столярные изделия, картон и другие товары.

## Эксплуатация
Фактически за сутки переправлялось около 600 человек и 300 транспортных средств по состоянию на август 2021 года. Для пешеходов стоимость составляет 1 евро, для мотоцикла — 3 евро, для легкового автомобиля — 15 евро, для автобуса — 25 евро, для грузовых автомобилей — 35 евро.
По состоянию на август 2021 года переправа работает с 7-30 до 22-30, рейс каждые два-три часа.